# Andrej Vadimovič Makarevič
Andrej Vadimovič Makarevič (in russo Андрей Вадимович Макаревич?; Mosca, 11 dicembre 1953) è un cantante e chitarrista russo.

## Biografia
Dopo aver studiato architettura, nel 1969 è stato uno dei fondatori del gruppo rock Mašina vremeni. Contribuì alla crescita del gruppo scrivendo testi e musica. Inoltre ha avuto una carriera da solista pubblicando 8 album.
In un disco, i cui proventi verranno devoluti in beneficenza, ha collaborato con Michail Gorbačëv.

## Filmografia

### Autore delle musiche
- Dusha (1981, regia di Aleksandr Stefanovich)
- Psy (1989, regia di Dmitrii Svetozarov)
- Arifmetika ubiystva (1991, regia di Dmitrii Svetozarov)
- Hosszú utazás (2007, regia di Zsuzsa Böszörményi e Kai Salminen)